# Drecht
Le Drecht est une petite rivière néerlandaise de la Hollande-Méridionale.
Le Drecht commence à Oude Wetering, il passe vers l'est en passant par Leimuiden, Bilderdam et Vriezekoop. Près de Nieuwveen, à l'endroit où il rencontre le Canal de l'Aar, commence le Canal de l'Amstel au Drecht, ancien cours modifié de l'Amstel. À Oude Wetering, le Drecht est relié au Braassemermeer et au Ringvaart du Haarlemmermeer via un petit canal.